# Troides rothschildi
Espèce
Statut de conservation UICN

 VU IUCN D2 : Vulnérable
Statut CITES
Troides rothschildi est une espèce de lépidoptères (papillons) de la famille des Papilionidae.

## Systématique
L'espèce Troides rothschildi a été initialement décrite en 1911 par l'entomologiste britannique George Hamilton Kenrick (d) (1850-1939) sous le protonyme d’Ornithophera rothschildi,.

## Liste des formes
- Troides rothschildi f. kenricki Haugum & Low, 1979
- Troides rothschildi f. kirschoides Haugum & Low, 1979
- Troides rothschildi f. oceanus Schäffler, 2001[1].

## Noms vernaculaires
Troides rothschildi se nomme Rothschild's Birdwing en anglais et Rothschilds Vogelschwingenfalter en allemand,.

## Description
Troides rothschildi est un grand papillon d'une envergure variant de 140 mm à 160 mm, dont la tête et le thorax sont noirs et l'abdomen jaune qui présente un fort dimorphisme sexuel.
Les mâles ont les ailes antérieures sur le dessus vertes veinées de noir, au bord externe bordé de noir et divisé par une large ligne noire de la base à l'apex côté bord externe et sur le revers vertes bordées et largement veinées de noir. Les ailes postérieures sont sur le dessus jaune veiné de vert bordé de noir avec une plage verte et une ligne submarginale de points noirs, et au revers jaune veiné de vert avec une plage verte et une ligne submarginale de trois points noirs.
Les femelles, plus grandes que les mâles ont les ailes antérieures de couleur marron ornées de taches blanches et d'une ligne submarginale de chevrons blanc, et les ailes postérieures à partie basale marron, et partie distale jaune marquée d'une ligne de points marron. Le revers est semblable.

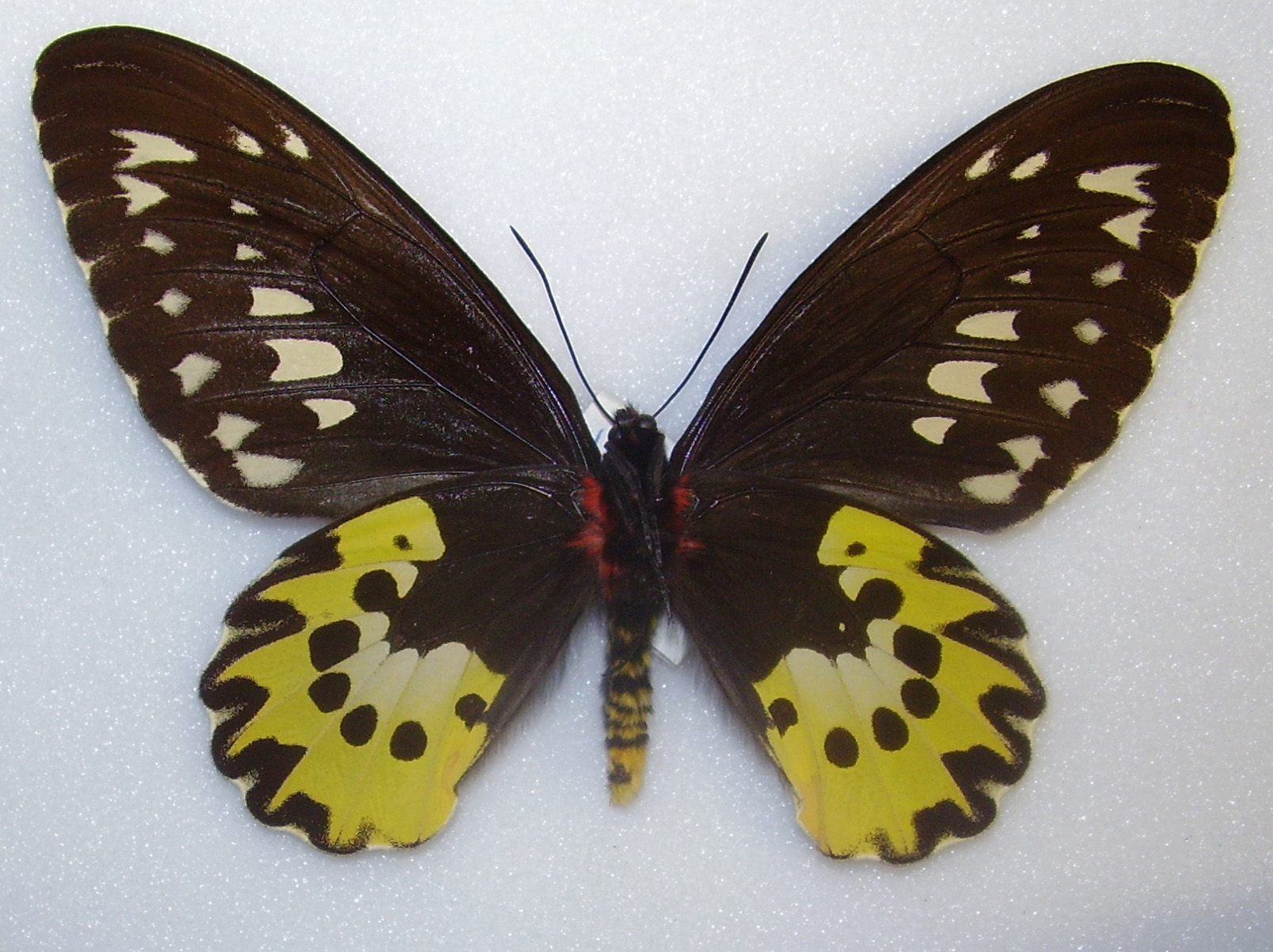
Troides rothschildi femelle

## Écologie et distribution
Troides rothschildi est présent dans les monts Afrak en Nouvelle-Guinée,.

### Biotope
Troides rothschildi réside dans la forêt humide des monts Afrak entre 1 800 m et 2 700 m,.

### Protection
Troides rothschildi est protégé et noté vulnérable sur la liste rouge de l'IUCN.

## Publication originale
- (en) Sir George H. Kenrick, « II. Some undescribed Butterflies from Dutch New Guinea. », Transactions of the Royal Entomological Society of London, Royal Entomological Society, vol. 59, no 1,‎ 1911, p. 16–20 (ISSN 0035-8894 et 2056-5259, OCLC 1125695995, DOI 10.1111/J.1365-2311.1911.TB03074.X, lire en ligne).